# Acheliana tropicalis
Acheliana tropicalis is een zeespin uit de familie Ammotheidae. De soort behoort tot het geslacht Acheliana. Acheliana tropicalis werd in 1971 voor het eerst wetenschappelijk beschreven door Arnaud. 